# Двадесетиедноъгълник
Двадесетиедноъгълникът (икосихенагон) е многоъгълник с двадесет и една страни.

## Правилен двадесетиедноъгълник
При правилен двадесетиедноъгълник всички страни и ъгли са равни. Вътрешният ъгъл е 162.857°. Сборът на всички вътрешни ъгли е 3420°. Има 189 диагонала.
{\displaystyle S={\frac {21}{4}}a^{2}\cot {\frac {\pi }{21}}\simeq 34.83147a^{2}}

### Построение
Тъй като 21 = 3 × 7, правилен двадесетиедноъгълник не може да бъде построен с линийка и пергел.